# Maria Karsten

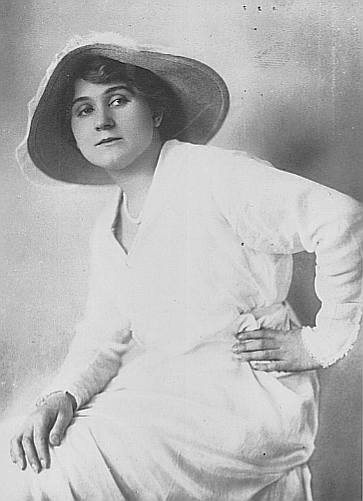
Maria Karsten

Maria Karsten (* 30. Januar 1881 in Köln; † 30. Januar 1950 in Frankfurt am Main) war eine deutsche Schauspielerin.

## Leben
Maria Karsten begann ihre Theaterlaufbahn mit ersten Rollen in Wien. Im Anschluss war sie am Neuen Theater in Frankfurt und an Theatern in Hamburg und Berlin engagiert. Im Jahr 1941 wurde sie Mitglied des Ensembles an den Städtischen Bühnen Frankfurt. So stand sie gemeinsam mit Toni Impekoven in dem Stück Pantaleon und seine Söhne von Paul Ernst auf der Bühne.
Zudem war Maria Karsten 1931 in dem Spielfilm Die Koffer des Herrn O.F. von Alexis Granowsky mit Alfred Abel, Peter Lorre und Harald Paulsen zu sehen und 1933 verkörperte sie in der Literaturverfilmung Heideschulmeister Uwe Karsten in der Regie von Carl Heinz Wolff die Figur der Frau Sundewitt. Neben ihr spielten Hans Schlenck, Marianne Hoppe und Brigitte Horney.

## Filmografie
- 1931: Die Koffer des Herrn O.F.
- 1933: Heideschulmeister Uwe Karsten